# Roger Murtaugh
 (avril 2016).
Roger Murtaugh (né le 15 décembre 1937) est un officier de police fictif interprété par Danny Glover dans la saga L'Arme fatale et par Damon Wayans dans la série télévisée. Son coéquipier est Martin Riggs (interprété par Mel Gibson dans les films et par Clayne Crawford dans la série).

## Situation de famille
Marié à Trish, il est père de trois enfants : Rianne, Nick et Carrie. Il devient grand-père (dans le quatrième volet), sa fille Rianne a attendu un enfant de Lee Butters, un des collègues de Murtaugh.

## Carrière
Après avoir fait la guerre du Viêt Nam, il intègre la Police de Los Angeles en 1967. Dans le premier volet de L'Arme fatale, alors qu'il enquête sur le meurtre de la fille d'un de ses compagnons d'armes du Viêt Nam, on lui adjoint un nouvel équipier, Martin Riggs. Celui-ci est un ancien du Viêt Nam, détaché de la brigade des stupéfiants, suicidaire et tête brûlée depuis la mort de sa femme. Ils sympathisent et deviennent amis après quelques tensions. Lorsque sa fille Rianne est enlevée par des criminels, il est aidé par Riggs. Dans le troisième volet, il renonce à prendre sa retraite.
Son arme de service est un Smith & Wesson, à propos duquel il est moqué par Riggs dans le premier volet :
- Riggs : « Et toi qu'est-ce que tu as ? »
- Murtaugh : « Un Smith 4 pouces ».
- Riggs : « Un six-coups hein ? C'est l'arme préférée des grands pères ça. »

## Amis
- Martin Riggs (interprété par Mel Gibson), son collègue et ami.
- Lorna Cole (interprétée par Rene Russo), une collègue et la petite amie de Riggs.
- Leo Getz (interprété par Joe Pesci), ancien petit malfrat qui est mis sous la protection de Riggs et Murtaugh dans le second volet de la saga, agent immobilier dans le troisième et privé dans le quatrième, qui est un ami parfois « casse-pieds ».
- Lee Butter (interprété par Chris Rock), flic un peu excentrique qui aide Riggs et Murtaugh dans leur enquête dans le quatrième volet. Il est le père de l'enfant de Rianne Murtaugh, la fille de Roger.

## Phrase fétiche
« J'ai passé l'âge de ces conneries », prononcé lors de la première rencontre entre Murtaugh et Riggs, puis « J'suis trop vieux pour ces conneries » dans les suites. La tirade originale est « I'm gettin too old for this shit ».
L'épisode 19 de la saison 4 de la série How I Met Your Mother rend hommage à cette phrase fétiche : Ted Mosby crée une "Murtaugh list" dans laquelle sont consignées les choses pour lesquelles il est désormais trop vieux.
Danny Glover cite aussi cette phrase dans d'autres productions où il est invité : Predator 2, Maverick ainsi que dans Psych : Enquêteur malgré lui, Earl et Gridlocked.